# Ocean Shores
Ocean Shores és una població dels Estats Units a l'estat de Washington. Segons el cens del 2000 tenia 3.836 habitants.

## Demografia
Segons el cens del 2000, Ocean Shores tenia 3.836 habitants, 1.789 habitatges, i 1.198 famílies. La densitat de població era de 171,6 habitants per km².
Dels 1.789 habitatges en un 17,8% hi vivien nens de menys de 18 anys, en un 56,7% hi vivien parelles casades, en un 7,1% dones solteres, i en un 33% no eren unitats familiars. En el 27,7% dels habitatges hi vivien persones soles el 12,6% de les quals corresponia a persones de 65 anys o més que vivien soles. El nombre mitjà de persones vivint en cada habitatge era de 2,14 i el nombre mitjà de persones que vivien en cada família era de 2,55.
Per edats la població es repartia de la següent manera: un 16,8% tenia menys de 18 anys, un 4,6% entre 18 i 24, un 18,9% entre 25 i 44, un 31,7% de 45 a 60 i un 28% 65 anys o més.
L'edat mediana era de 52 anys. Per cada 100 dones de 18 o més anys hi havia 91,6 homes.
La renda mediana per habitatge era de 34.643 $ i la renda mediana per família de 38.520 $. Els homes tenien una renda mediana de 31.371 $ mentre que les dones 25.393 $. La renda per capita de la població era de 19.192 $. Aproximadament el 9,8% de les famílies i el 12,4% de la població estaven per davall del llindar de pobresa.

## Poblacions més properes
El següent diagrama mostra les poblacions més properes.